# 魯多韋
49°37′40″N 38°37′33″E / 49.62778°N 38.62583°E
魯多韋（烏克蘭語：Рудове）是位於烏克蘭東部的村莊，由盧甘斯克州斯瓦托韋區的比洛庫拉基內市鎮負責管轄。該村始建於1791年，面積0.9平方公里，海拔高度156米，2001年人口48，人口密度每平方公里53.3人。